# Пех, Иван Кузьмич
Иван Кузьмич Пех — советский хозяйственный деятель, Герой Социалистического Труда.

## Биография
Родился в 1915 году в селе Черноглазово. Член КПСС.
В 1938—1979 гг. — агроном, в Рабоче-Крестьянской Красной армии, участник похода на Западную Украину, участник Великой Отечественной войны, командир взвода средних танков 2-го танкового батальона 150-й танковой бригады, адъютант танкового батальона 52-й гвардейской танковой бригады, в системе треста «Птицепром», директор совхоза «Заря коммунизма» Пятихатского района, директор Пятихатской птицефабрики.
Указом Президиума Верховного Совета СССР от 8 апреля 1971 года присвоено звание Героя Социалистического Труда с вручением ордена Ленина и золотой медали «Серп и Молот».
Умер в посёлке Заря в 1990 году.